# Stowe-by-Chartley
Stowe-by-Chartley es una parroquia civil situada en el municipio de Stafford, en Staffordshire (Inglaterra). Tiene una población estimada, a mediados de 2022, de 407 habitantes.